# SMPTE 2110
SMPTE 2110 je standard pro přenos video, audio a datových signálů v produkci vysoké kvality pomocí sítí IP. Nahrazuje předchozí standardy SMPTE 2022, které byly založeny na kompresi dat. SMPTE 2110 umožňuje přenos nekomprimovaného signálu, což znamená, že kvalita signálu je výrazně vyšší než u komprimovaného signálu. 

## Historie
Standard SMPTE 2110 byl vytvořen v roce 2017 organizací Society of Motion Picture and Television Engineers (SMPTE), která se zaměřuje na standardizaci technologií používaných v oblasti televize a filmu.

## Typy standardů
SMPTE 2110 se skládá ze tří částí: systémová architektura a synchronizace, přenos videa a přenos zvuku. Každá z částí je dále rozdělena do několika standardů: 
- ST 2110-10 - Systémová architektura a synchronizace: esence, RTP, SDP a PTP

- ST 2110-20 - Přenos nekomprimovaného videa, založený na standardu SMPTE 2022-6
- ST 2110-21 - Řízení provozu a časování přenosu sítě
- ST 2110-22 - Přenos videa s konstantním datovým tokem s kompresí
- ST 2110-30 - Přenos zvuku založený na AES67
- ST 2110-31 - Přenos zvuku ve formátu AES3

- ST 2110-40 - Přenos vedlejších dat

ST 2110-10 se zabývá architekturou systému a synchronizací různých datových toků, jako jsou video, audio a metadata. Popisuje protokoly RTP a SDP, které jsou používány k transportu médií přes síť.
ST 2110-20 se týká transportu nekomprimovaného videa. Tento substandard je založen na standardu SMPTE 2022-6 a popisuje transport videa v reálném čase přes síť s nízkou latencí.
ST 2110-22 se zabývá transportem videa s konstantním datovým tokem (CBR) s použitím komprese. Substandard specifikuje transport CBR videa jako datový tok s pevným datovým tokem s nízkou latencí.
ST 2110-30 popisuje transport zvukových dat přes síť. Tento substandard je založen na standardu AES67 a definuje transport zvukových dat v reálném čase přes IP sítě s nízkou latencí.
ST 2110-31 popisuje transport zvukových dat formátu AES3 (digitální zvukový formát). Substandard specifikuje transport zvukových dat AES3 jako datový tok s pevným datovým tokem s nízkou latencí.
ST 2110-40 popisuje transport vedlejších dat jako jsou titulky, metadata, časové kódy atd. Tento substandard specifikuje, jak transportovat tato data v reálném čase přes IP sítě.
ST 2110-21 se zabývá tvorbou toku dat a časování doručování přenosu.